# Batalha de Chaul
A Batalha de Chaul também referida como massacre de Chaul foi uma batalha naval travada em Março de 1508 no Chaul, 60 km a sul de Bombaim, entre uma frota portuguesa comandada por Lourenço de Almeida e a armada do Sultanato Mameluco do Cairo, que viera em apoio do sultão de Guzerate. A artilharia e a maioria das guarnições eram otomanas, uma vez que os mamelucos não tinham gente habituada a combater no mar.

## História
D. Lourenço de Almeida foi enviado por seu pai, Francisco de Almeida, então vice-rei da Índia, para proteger algumas naus, entre Cochim e Chaul. Levava uma frota de oito navios, da qual eram capitães Pero Barreto de Magalhães, Lobo Teixeira, Duarte de Melo, Gonçalo Pereira, Francisco de Anaia, Paio de Sousa e Diogo Pires, sob as ordens dele. Pelo caminho, entraram em alguns portos, onde saquearam e incendiaram a maioria das naus dos mouros que neles se encontravam. D. Lourenço foi avisado de que em Diu estava uma armada de rumes (soldados otomanos ou egípcios, que o sultão do Egipto enviara à Índia, a pedido dos reis de Calecute e de Cambaia (Sultanato de Guzerate), na intenção de expulsar os portugueses).
D. Lourenço preparou-se para ir a Diu, mas os rumes chegaram ao porto de Chaul com toda a sua armada, de que era capitão Mirocém (Amir Husain Al-Kurdi), a armada era composta por uma grande nau e seis galés. Acompanhavam esta armada trinta e quatro fustas (compridas embarcações de fundo chato, a movidas a remos ou a vela) enviadas pelo rei de Cambaia (Guzerate) e sob o comando de Meliqueaz, governador de Diu. Todos estes barcos vinham bem equipados e armados com muita artilharia de grande calibre. Ao ver esta armada na barra de Chaul, D. Lourenço, pelo rumo e feitio das naus, pensou que eram os barcos de Afonso de Albuquerque por quem esperavam. Assim, de nada desconfiou até que Mirocém entrou pelo rio com as suas naus e galés, arvorando bandeiras vermelhas com luas brancas, e ao passar pelos navios portugueses logo os atacou com bombardas, espingardas e frechas, indo lançar ferro junto da cidade. Refeitos da surpresa, os portugueses responderam de igual modo. Ancorada a frota inimiga, D. Lourenço, apesar de ter muitos feridos em todas as naus, decidiu com a sua e a de Pêro Barreto, abalroar o galeão de Mirocém, e ordenou aos restantes capitães como haviam de abalroar as outras embarcações inimigas.
Mirocém receoso de combater sem o apoio de Meliquiaz, mandou as galés fazerem fogo contra os navios portugueses, e com o primeiro tiro arrombaram o de D. Lourenço de Almeida. Passaram toda a noite a trabalhar para abalroar o galeão ao romper da manhã. Mas o vento era escasso pelo que nada conseguiram, no entanto os navios ficaram tão próximos que de um e outro lado os homens se alvejavam com armas de arremesso, o que dava vantagem aos rumes, pois sendo o seu navio mais alto, puderam ferir muitos portugueses, entre os quais o próprio D. Lourenço, atingido por uma seta e logo depois por outra em pleno rosto.
Pêro Barreto pôde abalroar uma das naus inimigas, sendo ele o primeiro a saltar para bordo, conquistando-a. Diogo Pires e mais dois capitães portugueses conseguiram abalroar mais três naus. Movido por essa vitória, D. Lourenço apesar de ferido, quis atacar o galeão de Mirocém, mas a conselho dos outros capitães não o fez, por ter ele próprio muita gente ferida e os restantes fracos. No dia seguinte Miliquiaz entrou no rio Chaul, e com a sua chegada os rumes ganharam novo ânimo. Tendo fundeado perto de Mirhocem, Miliquiaz mandou avançar três fustas, ao encontro das quais saíram Paio de Sousa e Diogo Pires, com as suas galés, afundando uma das fustas e obrigando as outras duas a vararem em terra.
Ao romper de alvorada, Miliquiaz com as suas frustas, cercou a nau de D. Lourenço, atirando-lhe muitas bombardas, uma das quais lhe acertou de modo que começou a meter água em grande quantidade, indo encalhar numa estacada de pescadores. Quando Miliquiaz viu que a nau nao poderia escapar-lhe, ordenou a algumas das suas fustas que abalroassem a galé de Paio de Sousa, mas esta levada pela corrente do rio foi-se afastando. Quando a galé chegou ao ponto onde estavam as de Pêro Barreto, Duarte de Melo e Diogo Pires, ao verem que a nau de D. Lourenço não aparecia lançaram ferro, e o mesmo fizeram Francisco de Anaia e Lobo Teixeira, que já iam fora da barra. D. Lourenço, embora lhe tivessem preparado o escaler da nau, não quis abandonar o seu posto, mesmo depois de um tiro de bombarda lhe ter arrancado uma coxa, até que outra o matou. Nessa altura já a nau estava quase ao rés da água por causa de muitos tiros que lhe acertaram, e os inimigos, que de todos os lados a cercavam, abalroaram-na e invadiram-na por três vezes, sendo três vezes derrotados.
Mas como os portugueses eram poucos e sem ajudas, e eles muitos, os inimigos entraram definitivamente, travando-se uma luta, até que Miliquiaz, pesando-lhe ver morrer homens tão valentes, ainda salvou vinte. Nesta luta morreram oitenta portugueses entre capitães e marinheiros. Ao todo na nau de D. Lourenço e nas outras, morreram cento e quarenta homens e ficaram feridos cento e vinte e quatro.